# غيرل أون فاير (أغنية)
غيرل أون فاير (بالإنجليزية: girl on fire)‏ هي أغنية سجلت من قبل المغنية الأمريكية وكاتبة الأغاني أليشيا كيز عن ألبومها الخامس من نفس الاسم. شاركت في كتابة وإنتاج الهيب هوب مع جيف بهسكر وسلام ريمي. أصوات الطبول مأخوذة من أغنية الضرب الكبير عام 1980 من قبل عازف الإيتار الأمريكي بيلي سكوير صدرت الأغنية في 4 سبتمبر 2012، باعتبارها الأغنية الرئيسية من الألبوم الذي يحمل نفس الاسم، كما أنها الإصدار الأول لكيز بإشراف تسجيلات آر سي إيه بعد إغلاق تسجيلات جي، وتمت بعد إعادة تنظيم في سوني للترفيه الموسيقي.

#### الكلمات:-
تتحدث الأغنية عن امرأة قوية و مستقلة ، تحاول أن تجد نفسها و تتغلب علي التحديات.

### الفيديو و الموسيقي
- المخرج : سكوت أوديفور
- التصوير : صور الفيديو في مدينة نيويورك
- المشاهد : تظهر أليشيا كيز في الفيديو و هي تغني و تتمشي في شوارع المدينة

#### الجوائز و الترشيحات
- جوائز غرامي : رشحت الأغنية لجائزة أفضل أغنية آر أند بي.
- جوائز إم تي في : فازت الأغنية بجائزة أفضل فيديو موسيقي.

## وصلات خارجية
- Girl On Fire (Bluelight Version) (Audio) on يوتيوب
- Girl On Fire (Inferno Version) (Audio) on YouTube
- Girl On Fire (Inferno Version) Music video on YouTube
- كلمات الأغنية الكاملة على مترولايركس